# Joachim Völschow
Joachim Völschow (* 29. Januar 1591 in Greifswald; † 17. Februar 1664 ebenda) war ein deutscher Professor der Rechte.

## Leben
Joachim Völschow war der Sohn des Greifswalder Ratsherrn Joachim Völschow (1550–1597) und dessen Ehefrau Sybilla Mevius (1562–1630), der Tochter von Thomas Mevius und Schwester von Friedrich Mevius.
1606 bezog er die Universität Greifswald, wurde jedoch nach dem Tod des Vaters von der Mutter nach Stettin geschickt, um dort das Handelsgeschäft zu betreiben. Sein älterer Bruder Mövius Völschow stimmte die Mutter jedoch um, so dass Joachim für drei Jahre am Stettiner Pädagogium lernte und um 1609 nach Greifswald zurückkehren konnte, um ein Jurastudium aufzunehmen. 1614 wurde er Privatsekretär des Barons Erdmann von Putbus und begleitete im folgenden Jahr dessen Sohn als Ephorus durch zahlreiche Universitäten und Städte Deutschlands, der Schweiz und Frankreichs. Anschließend besuchte er selbst Tübingen, Jena, Erfurt, Leipzig, Wittenberg und Rostock.
1621 erwarb er die Licentia docendi (Lehrbefugnis) an der Juristischen Fakultät Greifswald und bot fortan Lehrveranstaltungen an. 1622 promovierte er zum Doktor der Rechte. 1623 erhielt Völschow eine außerordentliche juristische Professur.
1624 heiratete er die Professorentochter Dorothea Wegner.
1630 musste Völschow vor den kaiserlichen Truppen aus Greifswald fliehen und verlor große Teile seines Besitzes. Nach dem Ende der Unruhen wurde er 1636 von Herzog Bogislaw XIV. auf eine ordentliche juristische Professur berufen und 1637 zum Konsistorialdirektor bestellt.
Joachim Völschow wurde in der Greifswalder Nikolaikirche begraben.